# Bactrophya
Bactrophya is een geslacht van wantsen uit de familie van de Alydidae (Kromsprietwantsen). Het geslacht werd voor het eerst wetenschappelijk beschreven door Breddin in 1901.

## Soorten
Het genus bevat de volgende soorten:

- Bactrophya aequatoriana Breddin, 1901
- Bactrophya argentina Kormilev, 1953
- Bactrophya peruviana Breddin, 1901